# Argyrocytisus battandieri
Argyrocytisus battandieri är en ärtväxtart som först beskrevs av René Charles Maire, och fick sitt nu gällande namn av Christian Raynaud. Argyrocytisus battandieri ingår i släktet Argyrocytisus och familjen ärtväxter. Inga underarter finns listade i Catalogue of Life.

## Bildgalleri

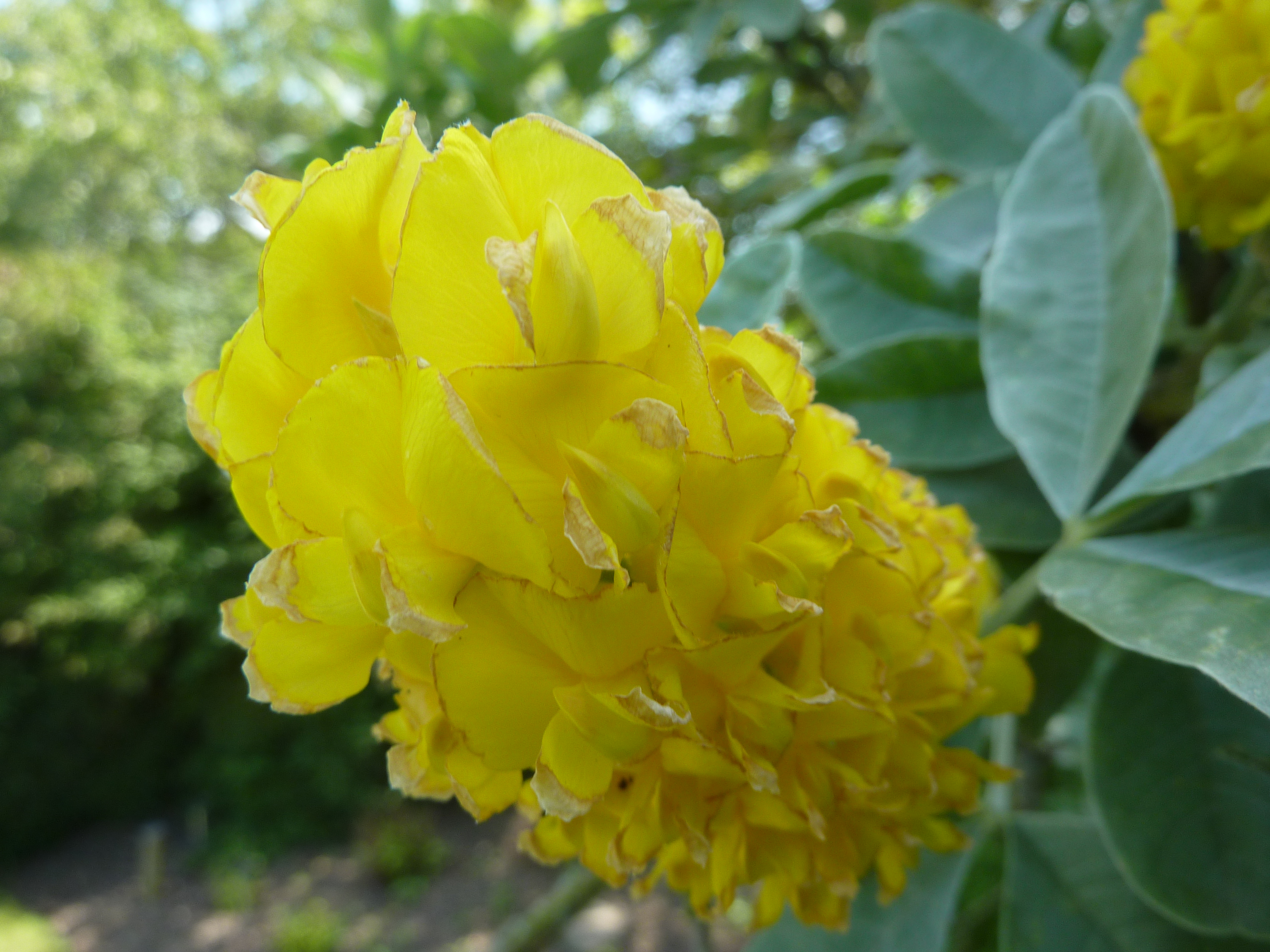
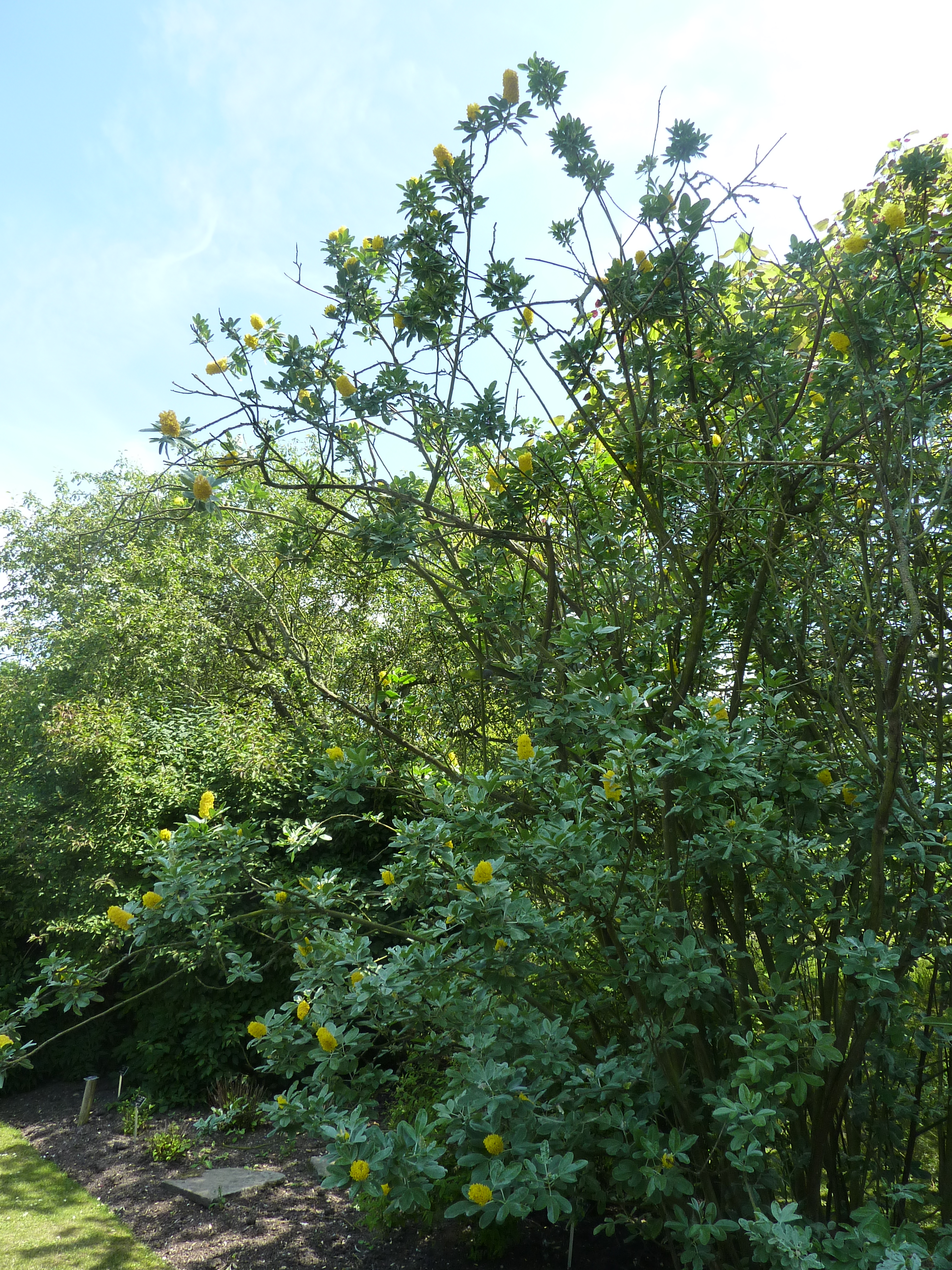